# Crossocheilus elegans
Espèce
Crossocheilus elegans est une espèce de poissons de la famille des Cyprinidae et de l'ordre des Cypriniformes. 
La localité type est la Vallée Danum, au niveau du drainage du fleuve Kinabatangan, le ruisseau au 111ème km, dans la province de Sabah, à Bornéo.